# 湖沼水質保全条例
湖沼水質保全条例（こしょうすいしつほぜんじょうれい）とは地方自治体の条例。

## 概要
湖沼の水質を保全するために富栄養化の主因物資である窒素・リンの湖沼への流入を総合的に削減することを目的としている。
その目的のために大きく分けて以下の3つを柱としている。
- 工業・事業場からの窒素・リンの排出制限
- リンを含む家庭用合成洗剤の使用及び販売の禁止
- 農畜産用排水や家庭用雑排水における窒素・リンの排出の抑制

### 県の条例
| 道県   | 条例名                                   |
| ------ | ---------------------------------------- |
| 茨城県 | 茨城県霞ケ浦水質保全条例                 |
| 滋賀県 | 滋賀県琵琶湖の富栄養化の防止に関する条例 |